# Zimowe Światowe Wojskowe Igrzyska Sportowe 2013
2. Zimowe Światowe Wojskowe Igrzyska Sportowe – międzynarodowe, multidyscyplinarne zawody dla sportowców-żołnierzy, które odbyły się w Annecy od 25 do 29 marca 2013 roku.

## Harmonogram zawodów
W poniższym kalendarzu Zimowych Światowych Wojskowych Igrzysk Sportowych 2013 zaprezentowano dni, w których rozdane zostały medale w danej zimowej dyscyplinie sportowej (niebieski kolor), rozegrane zostały eliminacje (jasnoniebieski kolor), ceremonia otwarcia i zamknięcia zimowych igrzysk wojskowych (kolor zielony).
Legenda
|  | Ceremonia | E | Eliminacje |  | Finały (rozegrane w danym dniu) |

| Harmonogram zimowych igrzysk wojskowych Annecy 2013 | Harmonogram zimowych igrzysk wojskowych Annecy 2013 | Harmonogram zimowych igrzysk wojskowych Annecy 2013 | Harmonogram zimowych igrzysk wojskowych Annecy 2013 | Harmonogram zimowych igrzysk wojskowych Annecy 2013 | Harmonogram zimowych igrzysk wojskowych Annecy 2013 | Harmonogram zimowych igrzysk wojskowych Annecy 2013 |
| Marzec 2013                                         | Marzec 2013                                         | 25 marca                                            | 26 marca                                            | 27 marca                                            | 28 marca                                            | 29 marca                                            |
| --------------------------------------------------- | --------------------------------------------------- | --------------------------------------------------- | --------------------------------------------------- | --------------------------------------------------- | --------------------------------------------------- | --------------------------------------------------- |
| Ceremonia                                           | Ceremonia                                           | O                                                   |                                                     |                                                     |                                                     | Z                                                   |
| Biathlon                                            |                                                     |                                                     |                                                     | 4                                                   |                                                     |                                                     |
| Cross-country                                       |                                                     |                                                     | 2                                                   |                                                     | 2                                                   |                                                     |
| Narciarski bieg na orientację                       |                                                     |                                                     | 2                                                   | 2                                                   |                                                     |                                                     |
| Narciarstwo alpejskie                               |                                                     |                                                     | 4                                                   |                                                     | 4                                                   |                                                     |
| Patrol wojskowy                                     |                                                     |                                                     |                                                     |                                                     |                                                     | 2                                                   |
| Short track                                         |                                                     |                                                     |                                                     | 2                                                   | 2                                                   |                                                     |
| Skialpinizm                                         |                                                     |                                                     | 2                                                   |                                                     | 2                                                   |                                                     |
| Wspinaczka sportowa                                 |                                                     |                                                     | E                                                   | 2                                                   | 4                                                   |                                                     |

## Uczestnicy
- Afganistan
- Albania
- Austria
- Belgia
- Bośnia i Hercegowina
- Brazylia
- Bułgaria
- Chile
- Chiny
- Cypr
- Czechy
- Ekwador
- Estonia
- Finlandia
- Francja
- Gruzja
- Hiszpania
- Holandia
- Iran
- Kazachstan
- Korea Południowa
- Liban
- Litwa
- Łotwa
- Macedonia
- Maroko
- Niemcy
- Norwegia
- Pakistan
- Polska
- Rosja
- Rumunia
- Serbia
- Słowacja
- Słowenia
- Stany Zjednoczone
- Szwecja
- Szwajcaria
- Włochy
- Ukraina

## Medaliści

### Narciarstwo alpejskie

#### Mężczyźni
| Konkurencja             | Złoto                                                              | Wynik   | Srebro                                                                  | Wynik   | Brąz                                                       | Wynik   |
| Konkurencja             | Drużyna/Zawodnik                                                   | Wynik   | Drużyna/Zawodnik                                                        | Wynik   | Drużyna/Zawodnik                                           | Wynik   |
| slalom                  | Giuliano Razzoli                                                   | 1:39,52 | Maxime Tissot                                                           | 1:40,17 | Marco Tumler                                               | 1:40,59 |
| slalom gigant           | Manuel Pleisch                                                     | 2:05,31 | Massimiliano Blardone                                                   | 2:05,68 | Marc Berthod                                               | 2:06,05 |
| slalom drużynowo        | Szwajcaria · Marco Tumler · Manuel Pleisch · Gino Caviezel         | 5:02,89 | Austria · Stefan Brennsteiner · Martin Bischof · Matthias Tippelreither | 5:05,85 | Francja · Maxime Tissot · Steve Missillier · Adrien Théaux | 5:06,87 |
| slalom gigant drużynowo | Włochy · Massimiliano Blardone · Michael Gufler · Cristian Deville | 6:18,43 | Szwajcaria · Manuel Pleisch · Marc Berthod · Marco Tumler               | 6:18,79 | Francja · Steve Missillier · Maxime Tissot · Adrien Théaux | 6:24,23 |

#### Kobiety
| Konkurencja             | Złoto                                                        | Wynik   | Srebro                                                       | Wynik   | Brąz                                                             | Wynik   |
| Konkurencja             | Drużyna/Zawodniczka                                          | Wynik   | Drużyna/Zawodniczka                                          | Wynik   | Drużyna/Zawodniczka                                              | Wynik   |
| slalom                  | Michela Azzola                                               | 1:44,64 | Anémone Marmottan                                            | 1:45,33 | Fanny Chmelar                                                    | 1:45,39 |
| slalom gigant           | Elena Curtoni                                                | 2:08,32 | Tessa Worley                                                 | 2:08,46 | Anémone Marmottan                                                | 2:09,93 |
| slalom drużynowo        | Włochy · Michela Azzola · Elena Curtoni · Sarah Pardeller    | 5:16,43 | Francja · Anémone Marmottan · Marion Bertrand · Tessa Worley | 5:19,17 | Niemcy · Fanny Chmelar · Maren Wiesler · Anne Kissling           | 5:20,12 |
| slalom gigant drużynowo | Francja · Tessa Worley · Anémone Marmottan · Marion Bertrand | 6:29,82 | Włochy · Elena Curtoni · Camilla Borsotti · Sarah Pardeller  | 6:32,14 | Austria · Julia Dygruber · Bernadette Schild · Lisa-Maria Zeller | 6:37,11 |

### Biathlon

#### Mężczyźni
| Konkurencja                         | Złoto                                                       | Wynik         | Srebro                                                    | Wynik         | Brąz                                                         | Wynik         |
| Konkurencja                         | Drużyna/Zawodnik                                            | Wynik         | Drużyna/Zawodnik                                          | Wynik         | Drużyna/Zawodnik                                             | Wynik         |
| biathlon – sprint 10 km             | Lukas Hofer                                                 | 24:48,7 (0+0) | Benjamin Weger                                            | 25:12,1 (0+0) | Simon Fourcade                                               | 25:27,9 (0+0) |
| biathlon – sprint 10 km (drużynowy) | Szwajcaria · Benjamin Weger · Mario Dolder · Claudio Böckli | 1:17:18,68    | Włochy · Lukas Hofer · Markus Windisch · Dominik Windisch | 1:17:58,72    | Francja · Simon Fourcade · Martin Fourcade · Simon Desthieux | 1:18:26,58    |

#### Kobiety
| Konkurencja                          | Złoto                                                      | Wynik         | Srebro                                                    | Wynik         | Brąz                                                                    | Wynik         |
| Konkurencja                          | Drużyna/Zawodniczka                                        | Wynik         | Drużyna/Zawodniczka                                       | Wynik         | Drużyna/Zawodniczka                                                     | Wynik         |
| biathlon – sprint 7,5 km             | Marine Bolliet                                             | 21:12,3 (0+0) | Karin Oberhofer                                           | 21:15,3 (0+1) | Michela Ponza                                                           | 21:20,7 (0+0) |
| biathlon – sprint 7,5 km (drużynowy) | Włochy · Karin Oberhofer · Michela Ponza · Dorothea Wierer | 1:04:34,21    | Francja · Marine Bolliet · Anaïs Bescond · Sophie Boilley | 1:05:01,07    | Niemcy · Evi Sachenbacher-Stehle · Helena Gnaedinger · Carolin Hennecke | 1:08:19,70    |

### Patrol wojskowy

#### Mężczyźni
| Konkurencja            | Złoto                                                                   | Wynik      | Srebro                                                                          | Wynik      | Brąz                                                                             | Wynik      |
| Konkurencja            | Drużyna/Zawodnik                                                        | Wynik      | Drużyna/Zawodnik                                                                | Wynik      | Drużyna/Zawodnik                                                                 | Wynik      |
| patrol drużynowy 25 km | Szwajcaria · Benjamin Weger · Remo Fischer · Mario Dolder · Ivan Joller | 1:06:38,53 | Austria · Dominik Landertinger · Michael Reiter · Peter Brunner · Johannes Dürr | 1:07:26,69 | Włochy · Lukas Hofer · Christian Martinelli · Markus Windisch · Dominik Windisch | 1:07:58,01 |

#### Kobiety
| Konkurencja            | Złoto                                                                             | Wynik   | Srebro                                                                      | Wynik   | Brąz                                                                       | Wynik   |
| Konkurencja            | Drużyna/Zawodniczka                                                               | Wynik   | Drużyna/Zawodniczka                                                         | Wynik   | Drużyna/Zawodniczka                                                        | Wynik   |
| patrol drużynowy 15 km | Francja · Anaïs Bescond · Marine Bolliet · Coraline Thomas Hugue · Sophie Boilley | 44:22,0 | Włochy · Michela Ponza · Dorothea Wierer · Karin Oberhofer · Nicole Gontier | 45:24,1 | Szwecja · Elin Mattsson · Emelie Larsson · Mona Brorsson · Maria Gräfnings | 45:55,3 |

### Cross-country

#### Mężczyźni
| Konkurencja                  | Złoto                                                                | Wynik      | Srebro                                                    | Wynik      | Brąz                                                     | Wynik      |
| Konkurencja                  | Drużyna/Zawodnik                                                     | Wynik      | Drużyna/Zawodnik                                          | Wynik      | Drużyna/Zawodnik                                         | Wynik      |
| 15 km st. dowolnym           | Robin Duvillard                                                      | 37:37,3    | Ivan Perrillat Boiteux                                    | 37:43,0    | Mathias Wibault                                          | 37:55,8    |
| 15 km drużynowo st. dowolnym | Francja · Robin Duvillard · Ivan Perrillat Boiteux · Mathias Wibault | 1:53:16,13 | Szwajcaria · Jonas Baumann · Dario Cologna · Remo Fischer | 1:57:43,52 | Austria · Johannes Dürr · Bernhard Tritscher · Max Hauke | 1:59:08,23 |
| sprint drużynowy             | Szwajcaria · Jonas Baumann · Dario Cologna                           | 16:11,8    | Austria · Bernhard Tritscher · Max Hauke                  | 16:12.3    | Czechy · Martin Jakš · Dušan Kožíšek                     | 16:12.7    |

#### Kobiety
| Konkurencja                  | Złoto                                                                 | Wynik     | Srebro                                                               | Wynik     | Brąz                                                              | Wynik     |
| Konkurencja                  | Drużyna/Zawodniczka                                                   | Wynik     | Drużyna/Zawodniczka                                                  | Wynik     | Drużyna/Zawodniczka                                               | Wynik     |
| 10 km st. dowolnym           | Coraline Thomas Hugue                                                 | 29:42,7   | Anaïs Bescond                                                        | 29:44,9   | Anouk Faivre-Picon                                                | 30:38,1   |
| 10 km drużynowo st. dowolnym | Francja · Coraline Thomas Hugue · Anaïs Bescond] · Anouk Faivre-Picon | 1:30:05,7 | Rosja · Swietłana Nikołajewa · Natalja Iljina · Natalja Korostielowa | 1:34:01,8 | Kazachstan · Marina Matrosowa · Jelena Kołomina · Tatjana Osipowa | 1:34:02,1 |
| sprint drużynowy             | Francja · Anouk Faivre-Picon · Célia Aymonier                         | 18:28,9   | Rosja · Swietłana Nikołajewa · Natalja Iljina                        | 18:30,2   | Kazachstan · Marina Matrosowa · Jelena Kołomina                   | 18:38,4   |

### Narciarski bieg na orientację

#### Mężczyźni
| Konkurencja   | Złoto                                                        | Wynik   | Srebro                                                 | Wynik   | Brąz                                                       | Wynik   |
| Konkurencja   | Drużyna/Zawodnik                                             | Wynik   | Drużyna/Zawodnik                                       | Wynik   | Drużyna/Zawodnik                                           | Wynik   |
| Cross-country | Eduard Khrennikov                                            | 0:46:34 | Stanimir Belomazhev                                    | 0:48:27 | Vadim Tolstopyatov                                         | 0:50:28 |
| sztafeta      | Rosja · Eduard Khrennikov · Vadim Tolstopyatov · Jegor Zorin | 1:39:59 | Norwegia · Eivind Tonna · Ola Berger · Eirik Watterdal | 1:44:36 | Finlandia · Lauri Nenonen · Tero Linnainmaa · Tuomas Kotro | 1:52:15 |

#### Kobiety
| Konkurencja   | Złoto                                                            | Wynik   | Srebro                                                       | Wynik   | Brąz                                                              | Wynik   |
| Konkurencja   | Drużyna/Zawodniczka                                              | Wynik   | Drużyna/Zawodniczka                                          | Wynik   | Drużyna/Zawodniczka                                               | Wynik   |
| Cross-country | Natalia Tomiłowa                                                 | 0:44:57 | Natalia Naumowa                                              | 0:48:02 | Élodie Bourgeois-Pin                                              | 0:48:33 |
| sztafeta      | Francja · Élodie Bourgeois-Pin · Charlotte Bouchet · Fanny Roche | 1:56:11 | Rosja · Natalia Tomiłowa · Natalia Naumowa · Tatiana Własowa | 1:57:38 | Kazachstan · Maria Własowa · Elmira Mołdaszewa · Riana Khassanowa | 3:00:53 |

### Skialpinizm

#### Mężczyźni
| Konkurencja   | Złoto                                         | Wynik     | Srebro                                    | Wynik   | Brąz                                            | Wynik     |
| Konkurencja   | Drużyna/Zawodnik                              | Wynik     | Drużyna/Zawodnik                          | Wynik   | Drużyna/Zawodnik                                | Wynik     |
| indywidualnie | Matteo Eydallin Alexis Sévennec-Verdier       | 1:15:37,5 |                                           |         | Robert Antonioli                                | 1:16:47,8 |
| sztafeta      | Włochy · Manfred Reichegger · Matteo Eydallin | 39:23,5   | Włochy · Robert Antonioli · Damiano Lenzi | 39:24,0 | Francja · Tony Sbalbi · Alexis Sévennec-Verdier | 41:05,5   |

#### Kobiety
| Konkurencja   | Złoto                                             | Wynik     | Srebro                                         | Wynik     | Brąz                                         | Wynik     |
| Konkurencja   | Drużyna/Zawodniczka                               | Wynik     | Drużyna/Zawodniczka                            | Wynik     | Drużyna/Zawodniczka                          | Wynik     |
| indywidualnie | Laëtitia Roux                                     | 1:27:52,0 | Gloriana Pellissier                            | 1:31:56,6 | Valentine Fabre-Malavoy                      | 1:38:23,6 |
| sztafeta      | Francja · Valentine Fabre-Malavoy · Laëtitia Roux | 47:13,0   | Włochy · Gloriana Pellissier · Lorenza Bettega | 52:30,2   | Niemcy · Beatrice Soyter · Christin Spindler | 58:33,7   |

### Short track

#### Mężczyźni
| Konkurencja | Złoto            | Wynik    | Srebro             | Wynik    | Brąz               | Wynik    |
| Konkurencja | Drużyna/Zawodnik | Wynik    | Drużyna/Zawodnik   | Wynik    | Drużyna/Zawodnik   | Wynik    |
| 500 m       | Song Weilong     | 42,651   | Nie Xin            | 42,692   | Maxime Chataignier | 51,532   |
| 1500 m      | Nie Xin          | 2:16,337 | Christoph Schubert | 2:16,431 | Song Weilong       | 2:16,531 |

#### Kobiety
| Konkurencja | Złoto               | Wynik    | Srebro              | Wynik    | Brąz                | Wynik    |
| Konkurencja | Drużyna/Zawodniczka | Wynik    | Drużyna/Zawodniczka | Wynik    | Drużyna/Zawodniczka | Wynik    |
| 500 m       | Arianna Fontana     | 44,066   | Martina Valcepina   | 44,148   | Veronika Windisch   | 45,754   |
| 1500 m      | Arianna Fontana     | 2:37,365 | Martina Valcepina   | 2:37,468 | Sun Huizhu          | 2:37,571 |

### Wspinaczka sportowa

#### Mężczyźni
| Konkurencja            | Złoto            | Wynik     | Srebro            | Wynik     | Brąz                | Wynik     |
| Konkurencja            | Drużyna/Zawodnik | Wynik     | Drużyna/Zawodnik  | Wynik     | Drużyna/Zawodnik    | Wynik     |
| prowadzenie            | Klemen Bečan     | 39,5+     | Markus Hoppe      | 37,0+     | Benjamin Blaser     | 32,0+     |
| bouldering             | Jakob Schubert   |           | Kilian Fischhuber |           | Klemen Bečan        |           |
| wspinaczka na szybkość | Benjamin Blaser  | 18,08 (F) | Klemen Bečan      | 19,55 (F) | Nikita Dewjaterikow | 21,91 (F) |

#### Kobiety
| Konkurencja            | Złoto               | Wynik     | Srebro              | Wynik     | Brąz                | Wynik     |
| Konkurencja            | Drużyna/Zawodniczka | Wynik     | Drużyna/Zawodniczka | Wynik     | Drużyna/Zawodniczka | Wynik     |
| prowadzenie            | Jewgenija Malamid   | 29,0      | Mina Markovič       | 28,0+     | Jana Czereszniewa   | 28,0+     |
| bouldering             | Anna Stöhr          |           | Jewgenija Malamid   |           | Mina Markovič       |           |
| wspinaczka na szybkość | Jana Czereszniewa   | 20.44 (F) | Alina Gajdamakina   | 24.19 (F) | Jewgenija Malamid   | 32.64 (F) |

## Klasyfikacja medalowa
* Gospodarz zawodów został zaznaczony tym kolorem.
| Miejsce            | Państwo            | Złoto | Srebro | Brąz | Razem |
| 1                  | Francja*           | 12    | 11     | 9    | 30    |
| 2                  | Włochy             | 11    | 10     | 3    | 24    |
| 3                  | Szwajcaria         | 5     | 3      | 3    | 11    |
| 4                  | Rosja              | 4     | 5      | 2    | 11    |
| 5                  | Austria            | 2     | 4      | 3    | 9     |
| 6                  | Chiny              | 2     | 1      | 2    | 5     |
| 7                  | Słowenia           | 1     | 1      | 2    | 4     |
| 8                  | Niemcy             | 0     | 2      | 4    | 6     |
| 9                  | Bułgaria           | 0     | 1      | 0    | 1     |
| 9                  | Norwegia           | 0     | 1      | 0    | 1     |
| 11                 | Kazachstan         | 0     | 0      | 3    | 3     |
| 12                 | Czechy             | 0     | 0      | 1    | 1     |
| 12                 | Finlandia          | 0     | 0      | 1    | 1     |
| 12                 | Szwecja            | 0     | 0      | 1    | 1     |
| Ogółem (14 państw) | Ogółem (14 państw) | 39    | 37     | 38   | 114   |